# 朝長純安
朝長 純安（ともなが すみやす）は、戦国時代の武将・キリシタン。大村氏の家臣。

## 略歴
肥前国の大名・大村純忠に仕え、横瀬浦の奉行を務めた。また、洗礼名ドン・ルイスをもつキリシタンでもあった。
永禄6年（1563年）、横瀬浦を開港してポルトガル船を厚遇し、キリスト教の信仰を強制し仏教や神道を迫害した純忠に不満を持った後藤貴明、針尾貞治（伊賀守）に攻められ、殺害される。